# Världsmästerskapet i baseboll för herrar
Världsmästerskapet i baseboll för herrar var en landslagsturnering i baseboll som arrangerades av det internationella basebollförbundet International Baseball Federation (IBAF).
Turneringen spelades första gången 1938 och sista gången 2011 och dominerades genom åren totalt av Kuba. På de 39 turneringar som spelades vann Kuba 25 gånger. Näst flest titlar tog USA med fyra.
Sverige deltog första gången 1994 och deltog även 2005 och 2009. Som bäst placerade sig Sverige på 15:e plats 1994. Vid 2009 års turnering var Sverige ett av värdländerna för mästerskapet för första och enda gången.
Turneringen har numera ersatts av World Baseball Classic, där spelare från Major League Baseball (MLB) deltar.

## Resultat
| År           | Värdnation                                                                  | Guld                    | Silver                  | Brons                   | Antal nationer | Sveriges placering |
| ------------ | --------------------------------------------------------------------------- | ----------------------- | ----------------------- | ----------------------- | -------------- | ------------------ |
| 1938         | Storbritannien                                                              | Storbritannien          | USA                     | -                       | 2              | -                  |
| 1939         | Kuba                                                                        | Kuba                    | Nicaragua               | USA                     | 3              | -                  |
| 1940         | Kuba                                                                        | Kuba                    | Nicaragua · USA         | -                       | 7              | -                  |
| 1941         | Kuba                                                                        | Venezuela               | Kuba                    | Mexiko                  | 9              | -                  |
| 1942         | Kuba                                                                        | Kuba                    | Dominikanska republiken | Venezuela               | 5              | -                  |
| 1943         | Kuba                                                                        | Kuba                    | Mexiko                  | Dominikanska republiken | 4              | -                  |
| 1944         | Venezuela                                                                   | Venezuela               | Mexiko                  | Kuba                    | 8              | -                  |
| 1945         | Venezuela                                                                   | Venezuela               | Colombia                | Panama                  | 6              | -                  |
| 1947         | Colombia                                                                    | Colombia                | Puerto Rico             | Nicaragua               | 9              | -                  |
| 1948         | Nicaragua                                                                   | Dominikanska republiken | Puerto Rico             | Colombia                | 8              | -                  |
| 1950         | Nicaragua                                                                   | Kuba                    | Dominikanska republiken | Venezuela               | 12             | -                  |
| 1951         | Mexiko                                                                      | Puerto Rico             | Venezuela               | Kuba                    | 11             | -                  |
| 1952         | Kuba                                                                        | Kuba                    | Dominikanska republiken | Puerto Rico             | 13             | -                  |
| 1953         | Venezuela                                                                   | Kuba                    | Venezuela               | Nicaragua               | 11             | -                  |
| 1961         | Costa Rica                                                                  | Kuba                    | Mexiko                  | Venezuela               | 10             | -                  |
| 1965         | Colombia                                                                    | Colombia                | Mexiko                  | Puerto Rico             | 8              | -                  |
| 1969         | Dominikanska republiken                                                     | Kuba                    | USA                     | Dominikanska republiken | 11             | -                  |
| 1970         | Colombia                                                                    | Kuba                    | USA                     | Puerto Rico             | 11             | -                  |
| 1971         | Kuba                                                                        | Kuba                    | Colombia                | Nicaragua               | 10             | -                  |
| 1972         | Nicaragua                                                                   | Kuba                    | USA                     | Nicaragua               | 16             | -                  |
| 1973 (FIBA)  | Kuba                                                                        | Kuba                    | Puerto Rico             | Venezuela               | 8              | -                  |
| 1973 (FEMBA) | Nicaragua                                                                   | USA                     | Nicaragua               | Puerto Rico             | 11             | -                  |
| 1974         | USA                                                                         | USA                     | Nicaragua               | Colombia                | 9              | -                  |
| 1976         | Colombia                                                                    | Kuba                    | Puerto Rico             | Japan                   | 11             | -                  |
| 1978         | Italien                                                                     | Kuba                    | USA                     | Sydkorea                | 11             | -                  |
| 1980         | Japan                                                                       | Kuba                    | Sydkorea                | Japan                   | 12             | -                  |
| 1982         | Sydkorea                                                                    | Sydkorea                | Japan                   | USA                     | 10             | -                  |
| 1984         | Kuba                                                                        | Kuba                    | Kinesiska Taipei        | USA                     | 13             | -                  |
| 1986         | Nederländerna                                                               | Kuba                    | Sydkorea                | Kinesiska Taipei        | 12             | -                  |
| 1988         | Italien                                                                     | Kuba                    | USA                     | Kinesiska Taipei        | 12             | -                  |
| 1990         | Kanada                                                                      | Kuba                    | Nicaragua               | Sydkorea                | 12             | -                  |
| 1994         | Nicaragua                                                                   | Kuba                    | Sydkorea                | Japan                   | 16             | 15:e               |
| 1998         | Italien                                                                     | Kuba                    | Sydkorea                | Nicaragua               | 16             | -                  |
| 2001         | Taiwan                                                                      | Kuba                    | USA                     | Kinesiska Taipei        | 16             | -                  |
| 2003         | Kuba                                                                        | Kuba                    | Panama                  | Japan                   | 15             | -                  |
| 2005         | Nederländerna                                                               | Kuba                    | Sydkorea                | Panama                  | 18             | 16:e               |
| 2007         | Taiwan                                                                      | USA                     | Kuba                    | Japan                   | 16             | -                  |
| 2009         | Italien Kroatien Nederländerna San Marino Spanien Sverige Tjeckien Tyskland | USA                     | Kuba                    | Kanada                  | 22             | 19:e               |
| 2011         | Panama                                                                      | Nederländerna           | Kuba                    | Kanada                  | 16             | -                  |

## Medaljtabell
Så här har medaljerna fördelats:
| Nr | Nation                  | Guld | Silver | Brons | Totalt |
| 1  | Kuba                    | 25   | 4      | 2     | 31     |
| 2  | USA                     | 4    | 8      | 3     | 15     |
| 3  | Venezuela               | 3    | 2      | 4     | 9      |
| 4  | Colombia                | 2    | 2      | 2     | 6      |
| 5  | Sydkorea                | 1    | 5      | 2     | 8      |
| 6  | Puerto Rico             | 1    | 4      | 4     | 9      |
| 7  | Dominikanska republiken | 1    | 3      | 2     | 6      |
| 8  | Nederländerna           | 1    | 0      | 0     | 1      |
| 8  | Storbritannien          | 1    | 0      | 0     | 1      |
| 10 | Nicaragua               | 0    | 5      | 5     | 10     |
| 11 | Mexiko                  | 0    | 4      | 1     | 5      |
| 12 | Japan                   | 0    | 1      | 5     | 6      |
| 13 | Kinesiska Taipei        | 0    | 1      | 3     | 4      |
| 14 | Panama                  | 0    | 1      | 2     | 3      |
| 15 | Kanada                  | 0    | 0      | 2     | 2      |

### Webbkällor
- ”Baseball World Cup” (på engelska). Baseball-Reference.com. http://www.baseball-reference.com/bullpen/Baseball_World_Cup. Läst 29 juli 2014.
- ”Baseball World Cup: Past Winners/Editions” (på engelska). International Baseball Federation. http://www.ibaf.org/en/tournament/baseball-world-cup/faf4ffe6-b5f3-4913-851c-d4dcf7b9927d?view=halloffame. Läst 29 juli 2014.